# 1986-os afrikai nemzetek kupája
1986-ban került megrendezésre a 15. afrikai nemzetek kupája. A házigazda Egyiptom volt, a viadalnak két város adott otthont. A végső győzelmet a házigazda Egyiptom válogatottja szerezte meg, az együttes a döntőben Kamerun csapatát múlta felül 0-0-s rendes játékidőt illetve hosszabbítást követően, tizenegyes párbajban 5-4 arányban.

## Helyszínek
| Város      | Stadion | Befogadóképesség |
| ---------- | ------- | ---------------- |
| Kairó      |         |                  |
| Alexandria |         |                  |

## Selejtezők
Az Afrikai Labdarúgó-szövetség 32 tagja nevezett a kontinensviadalra, ezek közül négy csapat a selejtezők során visszalépett. Hat csapat kvalifikálta magát a kontinensviadalra. Selejtezők nélkül jutott ki a házigazda Egyiptom valamint a címvédő, Kamerun.

## Részt vevő csapatok
| - Algéria - Egyiptom (házigazda) - Elefántcsontpart - Kamerun (címvédő) | - Marokkó - Mozambik - Szenegál - Zambia |  |

## Eredmények

### Csoportkör

#### A csoport
| Csapat           | M | Gy | D | V | Rg | Kg | Gk | P |
| ---------------- | - | -- | - | - | -- | -- | -- | - |
| Egyiptom         | 3 | 2  | 0 | 1 | 4  | 1  | +3 | 4 |
| Elefántcsontpart | 3 | 2  | 0 | 1 | 4  | 2  | +2 | 4 |
| Szenegál         | 3 | 2  | 0 | 1 | 3  | 1  | +2 | 4 |
| Mozambik         | 3 | 0  | 0 | 3 | 0  | 7  | -7 | 0 |

| 1986. március 7. |

| Szenegál | 1–0   | Egyiptom |
| -------- | ----- | -------- |
|          | (0–0) |          |

| Kairó |

| 1986. március 7. |

| Elefántcsontpart | 3–0   | Mozambik |
| ---------------- | ----- | -------- |
|                  | (1–0) |          |

| Kairó |

| 1986. március 10. |

| Szenegál | 2–0   | Mozambik |
| -------- | ----- | -------- |
|          | (1–0) |          |

| Kairó |

| 1986. március 10. |

| Egyiptom | 2–0   | Elefántcsontpart |
| -------- | ----- | ---------------- |
|          | (0–0) |                  |

| Kairó |

| 1986. március 13. |

| Elefántcsontpart | 1–0   | Szenegál |
| ---------------- | ----- | -------- |
|                  | (0–0) |          |

| Kairó |

| 1986. március 13. |

| Egyiptom | 2–0   | Mozambik |
| -------- | ----- | -------- |
|          | (2–0) |          |

| Kairó |

#### B csoport
| Csapat  | M | Gy | D | V | Rg | Kg | Gk | P |
| ------- | - | -- | - | - | -- | -- | -- | - |
| Kamerun | 3 | 2  | 1 | 0 | 7  | 5  | +2 | 5 |
| Marokkó | 3 | 1  | 2 | 0 | 2  | 1  | +1 | 4 |
| Algéria | 3 | 0  | 2 | 1 | 2  | 3  | -1 | 2 |
| Zambia  | 3 | 0  | 1 | 2 | 2  | 4  | -2 | 1 |

| 1986. március 8. |

| Algéria | 0–0   | Marokkó |
| ------- | ----- | ------- |
|         | (0–0) |         |

| Alexandria |

| 1986. március 8. |

| Kamerun | 3–2   | Zambia |
| ------- | ----- | ------ |
|         | (0–0) |        |

| Alexandria |

| 1986. március 11. |

| Algéria | 0–0   | Zambia |
| ------- | ----- | ------ |
|         | (0–0) |        |

| Alexandria |

| 1986. március 11. |

| Kamerun | 1–1   | Marokkó |
| ------- | ----- | ------- |
|         | (0–0) |         |

| Alexandria |

| 1986. március 14. |

| Marokkó | 1–0   | Zambia |
| ------- | ----- | ------ |
|         | (1–0) |        |

| Alexandria |

| 1986. március 14. |

| Kamerun | 3–2   | Algéria |
| ------- | ----- | ------- |
|         | (0–0) |         |

| Alexandria |

### Egyenes kieséses szakasz
|  |                          |                  |           |                     |       |          |          |       |
|  | Elődöntők                | Elődöntők        | Elődöntők |                     |       | Döntő    | Döntő    | Döntő |
|  | Elődöntők                | Elődöntők        | Elődöntők |                     |       | Döntő    | Döntő    | Döntő |
|  | március 17. – Alexandria |                  |           |                     |       |          |          |       |
|  |                          |                  |           |                     |       |          |          |       |
|  | Kamerun                  | Kamerun          | 1         |                     |       |          |          |       |
|  | Kamerun                  | Kamerun          | 1         | március 21. – Kairó |       |          |          |       |
|  | Elefántcsontpart         | Elefántcsontpart | 0         |                     |       |          |          |       |
|  | Elefántcsontpart         | Elefántcsontpart | 0         |                     |       | Egyiptom | Egyiptom | 0 (5) |
|  | március 17. – Kairó      |                  |           |                     |       | Egyiptom | Egyiptom | 0 (5) |
|  |                          |                  | Kamerun   | Kamerun             | 0 (4) |          |          |       |
|  | Egyiptom                 | Egyiptom         | Kamerun   | Kamerun             | 0 (4) | 1        |          |       |
|  | Egyiptom                 | Egyiptom         |           |                     |       |          |          |       |
|  | Marokkó                  | Marokkó          | 0         |                     |       |          |          |       |
|  | Marokkó                  | Marokkó          | 0         | Bronzmérkőzés       |       |          |          |       |
|  |                          |                  |           |                     |       |          |          |       |
|  | március 20. – Kairó      |                  |           |                     |       |          |          |       |
|  |                          |                  |           |                     |       |          |          |       |
|  | Elefántcsontpart         | Elefántcsontpart | 3         |                     |       |          |          |       |
|  | Elefántcsontpart         | Elefántcsontpart | 3         |                     |       |          |          |       |
|  | Marokkó                  | Marokkó          | 2         |                     |       |          |          |       |
|  | Marokkó                  | Marokkó          | 2         |                     |       |          |          |       |

#### Elődöntők
| 1986. március 17. |

| Kamerun | 1–0   | Elefántcsontpart |
| ------- | ----- | ---------------- |
|         | (0–0) |                  |

| Alexandria |

| 1986. március 17. |

| Egyiptom | 1–0   | Marokkó |
| -------- | ----- | ------- |
|          | (0–0) |         |

| Kairó |

#### 3. helyért
| 1986. március 20. |

| Elefántcsontpart | 3–2   | Marokkó |
| ---------------- | ----- | ------- |
|                  | (2–1) |         |

| Kairó |

#### Döntő
| 1986. március 21. |

| Egyiptom | 0–0          | Kamerun |
| -------- | ------------ | ------- |
|          | (0–0, 0 - 0) |         |

| Kairó |

|  |     | 11-esekkel |
|  | 5-4 |            |

| 1986-os afrikai nemzetek kupája bajnoka: |
| ---------------------------------------- |
| EGYIPTOM 3. cím                          |

## Gólszerzők
| 4 gól - Roger Milla 3 gól - Taher Abouzaid - Abdoulaye Traoré |

## Külső hivatkozások
- Részletek az RSSSF.com-on